# Pruský kámen
Pruský kámen (351 m n. m.) je vrch v okrese Česká Lípa Libereckého kraje, ležící asi 1,5 km západně od obce Jestřebí, na příslušném katastrálním území.
Celkový hřbet s Pruským kamenem se na mapách nazývá Dlouhý hřeben, rokle jižně pod hřbetem zase Dlouhý důl.

## Geomorfologické zařazení
Vrch náleží do celku Ralská pahorkatina, podcelku Dokeská pahorkatina, okrsku Polomené hory, podokrsku Dubská pahorkatina a Švábské části.

## Přístup
Nejbližší dojezd automobilem je do Újezdu, Jestřebí, Borku, resp. k silnici Jestřebí – Zahrádky. Jižně od vrcholu, Dlouhým dolem, prochází červená turistická značka (Jestřebí – Borek). Východně od vrcholu je odbočka této značky na skalní vyhlídku na hrad Jestřebí a Provodínské kameny.